# Eubrianax ihai
Eubrianax ihai là một loài bọ cánh cứng trong họ Psephenidae. Loài này được Chûjô & Satô miêu tả khoa học đầu tiên năm 1970.